# Kleinkastell Degerfeld
Das Kleinkastell Degerfeld (auch Wp 4/35 nach der Benennung der Reichs-Limeskommission) war ein römisches Kastell an der Wetteraulinie des Obergermanischen Limes. Es befand sich im nordwestlichen Stadtgebiet vom jetzigen Butzbach im Wetteraukreis in Hessen.

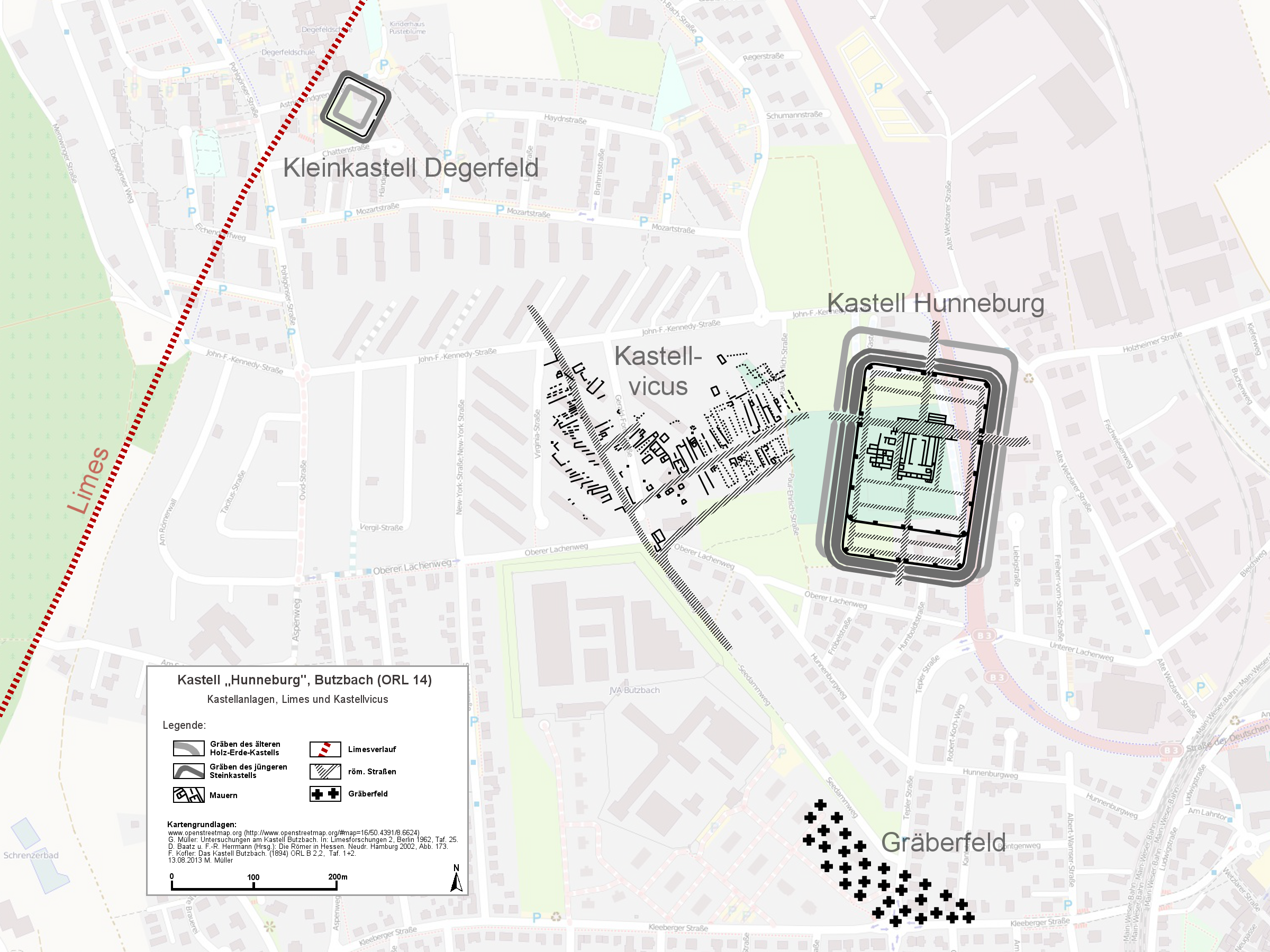
Kleinkastell Degerfeld und Kastell Butzbach

## Lage
Das Kleinkastell diente zur Überwachung eines Grenzübergangs an der Weinstraße, einem vermutlich in vorgeschichtlicher Zeit bereits benutzten Weg von Mainz (Mogontiacum) über Friedberg an den Limes. Nördlich führte sie durch das Gießener Becken in das Kerngebiet der Chatten um Kassel und Fritzlar.
Das große Butzbacher Kastell Hunneburg befand sich rückwärtig des Kleinkastells Degerfeld. Der Kastellvicus begann nur 300 m südöstlich. Im heutigen Butzbacher Stadtbild ist die Lage des Kleinkastells durch drei markante Hochhäuser nachvollziehbar. Das Kleinkastell liegt neben dem südlichsten davon.

## Forschungsgeschichte
Das Kleinkastell wurde 1893 durch Friedrich Kofler, Streckenkommissar der Reichs-Limeskommission, entdeckt. 1896/97 wurde es eingehender von Wilhelm Soldan untersucht. Umfangreichere Grabungen fanden zwischen 1964 und 1966 statt.

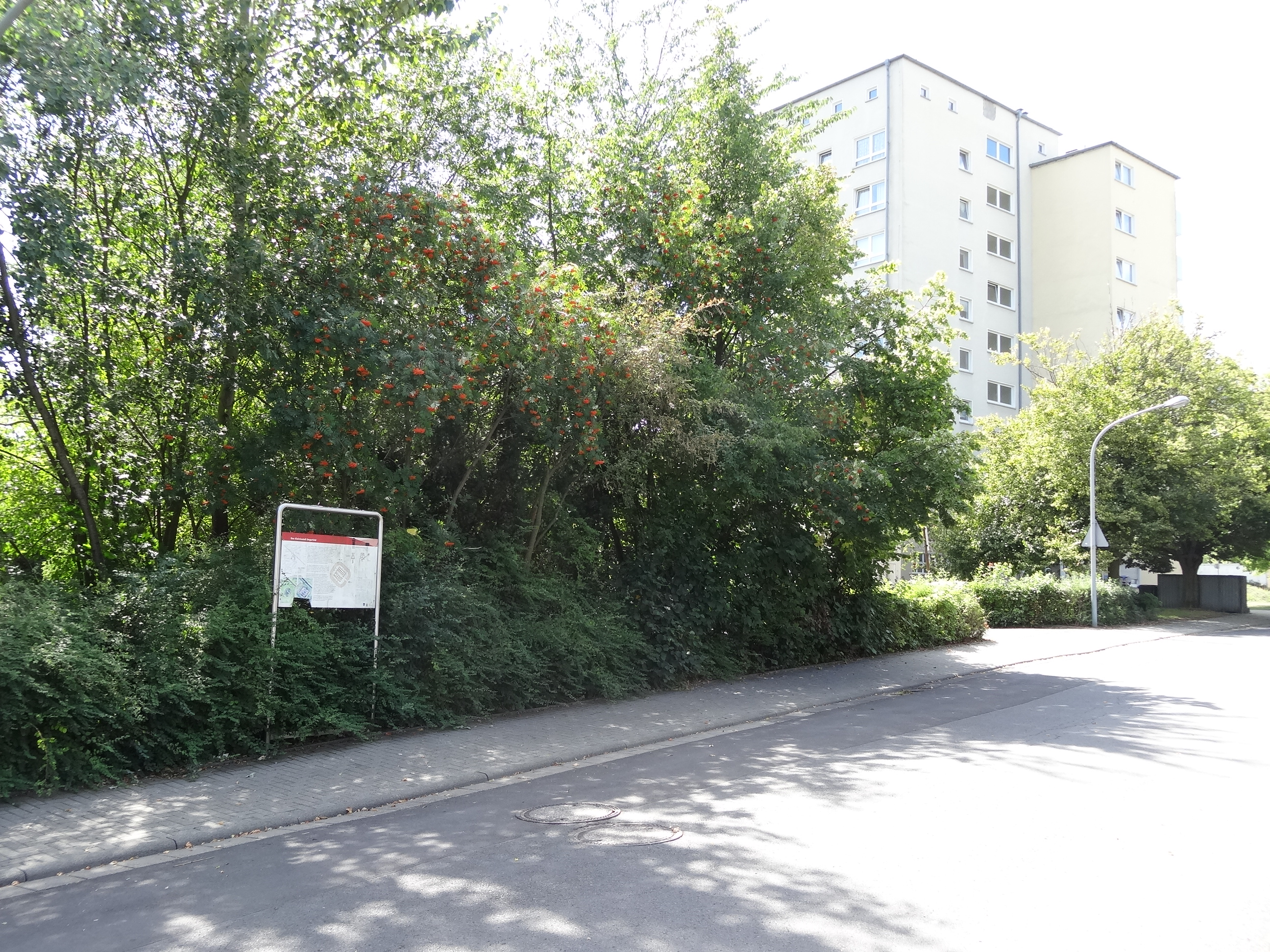
Situation 2013 mit Infotafel

## Anlage

### Holz-Erde-Kastell
Als erste Befestigungsanlage entstand um 100 n. Chr. ein Kleinkastell in Holz-Erde-Bauweise. Der Wall schloss eine Innenfläche von 636 m² bei einer Gesamtgröße von ca. 0,1 ha ein. Das einzige Tor befand sich im Nordosten, die übrigen Flanken besaßen mittig kleine Zwischentürme, deren Pfostenstandspuren nachgewiesen wurden. Vor dem Wall verlief ein einfacher Spitzgraben.
Die Innenbebauung bestand aus einem U-förmigen Gebäude mit Innenhof, zu dem sich die Wohnräume der Wachmannschaft hin öffneten.
Das Holz-Erde-Kastell wurde in der ersten Hälfte des 2. Jahrhunderts umgebaut, mutmaßlich in der Zeit des Kaisers Hadrian. Nach der Mitte des 2. Jahrhunderts wurde es durch einen Brand zerstört.

### Steinkastell
Ein mit 0,3 ha (Außenmaße) etwas größeres Steinkastell ersetzte den Vorgängerbau an der gleichen Stelle. Das Tor befand sich nun auf der dem Limes abgewandten Südostseite.
Das Steinkastell bestand nach Einschätzung von Hans-Günther Simon bis zum Beginn des 3. Jahrhunderts n. Chr. Mittlerweile gilt es angesichts der dort gefundenen Keramik jedoch auch als möglich, dass es noch bis ins frühe zweite Drittel des 3. Jahrhunderts Bestand hatte oder möglicherweise im Zusammenhang mit den germanischen Einfällen im Jahr 233 aufgegeben wurde.

## Limesverlauf vom Kleinkastell Degerfeld zum Kleinkastell Dicker Wald
Der Limes verläuft vom Kleinkastell außerhalb Butzbachs nach Nordosten entlang eines Feldweges und wird erst am Griedeler Markwald wieder sichtbar. Der dortige gute Erhaltungszustand resultiert allerdings daraus, dass er im Mittelalter in die dortige Solmser Landwehr einbezogen und überformt wurde. Der Limes verläuft hier auf der Wasserscheide zwischen Lahn und Wetter.
Die sehr exakte Linie entstand erst im 2. Jahrhundert n. Chr., weshalb dort auch nur Steinturmstellen zu finden sind. Zuvor bestand eine dem Gelände angepasstere Führung, wo die früheren Holzturmstellen nachgewiesen wurden. Bei ihrer Nummerierung durch die Reichs-Limeskommission wurden die Holzturmstellen deshalb mit einem Stern (*) versehen.
Spuren der Limesbauwerke zwischen den Kleinkastellen Degerfeld und „Dicker Wald“:
| ORL      | Name/Ort                   | Beschreibung/Zustand |
| KK       | Kleinkastell Degerfeld     | siehe oben |
| Wp 4/36  |                            | vermutet im Bereich der heutigen B 3 |
| Wp 4/37  | „Bei dem Stumpfen Turm“    | vermutet auf der Höhe am Beginn des Griedeler Markwaldes mit Aussicht über die Butzbacher Senke |
| Wp 4/37* |                            | Holzturmhügel in 300 m Entfernung zum Pfahlgraben |
| Wp 4/38  |                            | hoher Steinturmhügel, 22 m hinter dem Limeswall |
| Wp 4/39  | „Gambacher Wald“           | flacher Steinturmhügel unmittelbar nördlich eines Waldweges, leicht zu verwechseln mit einem mittelalterlichen oder neuzeitlichen Kalkofen, der etwa 80 m südwestlich davon auf dem Limeswall sitzt                                        |
| Wp 4/39* | „Reitschule“               | Stark durchwühlte Holzturmstelle 100 m hinter dem Limeswall. Gefunden wurden ein Holzturmhügel und ein kleiner, barackenartiger Holzbau, beide von einem Ringgraben umgeben.                                                               |
| Wp 4/40  |                            | gut erhaltener Steinturmhügel |
| Wp 4/40* |                            | Zwei Holzturmstellen 400 m hinter dem Pfahlgraben, eine von ihnen wurde durch einen asphaltierten Forstweg angeschnitten. An der gegenüberliegenden, südwestlichen Seite des Forstweges liegt ein winziges Kleinkastell, wohl ein Holzbau. |
| KK       | Kleinkastell „Dicker Wald“ | siehe Hauptartikel Kleinkastell Dicker Wald |

## Denkmalschutz
Das Kleinkastell Degerfeld und die anschließenden Limesanlagen sind als Abschnitt des Obergermanisch-Raetischen Limes seit 2005 Teil des UNESCO-Welterbes. Außerdem sind sie Bodendenkmale im Sinne des Hessischen Denkmalschutzgesetzes. Nachforschungen und gezieltes Sammeln von Funden sind genehmigungspflichtig, Zufallsfunde an die Denkmalbehörden zu melden.